# المعهد الوطني للعلوم الفلاحية بتونس
المعهد الوطني للعلوم الفلاحية بتونس هو إحدى المؤسسات العليا التونسية التابعة لجامعة قرطاج. وهو معهد ذات إشراف مزدوج بين وزارة الفلاحة ووزارة التعليم العالي. وقع بعث المعهد في 17 أكتوبر 1898 زمن الحماية الفرنسية كأول مدرسة للمهندسين بأفريقيا وكان مخصصا فقط لأبناء المعمرين الاوروبيين وبعض أبناء المتعاونين مع السلطة الإستعمارية.

## وصلات خارجية
- موقع المعهد الوطني للعلوم الفلاحية بتونس.